# Тинтерн
Тинтерн (валл. Tyndyrn) — деревня в общине Уай-Вэлли, на западном берегу реки Уай в Монмутшире, Уэльс, недалеко от границы с Англией, примерно в 5 милях (8 км) к северу от Чепстоу. Она популярна среди туристов, в частности благодаря пейзажам и руинам Тинтернского аббатства. Современный Тинтерн образовался в результате слияния двух исторических деревень: Тинтерн-Парва, которая находится в северной части деревни, и Чапел-Хилл, которая находится в южной части. Деревня является охраняемой территорией.
В 2022 году община была переименована из «Тинтерн» в «Вей-Вэлли» и изменила границы.